# 동맥관인대
동맥관인대(動脈管靭帶, ligamentum arteriosum, arterial ligament)는 대동맥과 허파동맥에 붙어 있는 작은 인대이다. 성인에서는 아무런 기능을 수행하지 않지만 본래 출생 이전에는 동맥관이었으며, 출생 3주 전후로 동맥관이 퇴행하여 동맥관인대가 만들어진다. 보탈로 인대(ligament of Botallo)나 하비 인대(Harvey's ligament)로도 불린다.

## 구조
동맥관인대의 위쪽 끝은 대동맥활의 마지막 부분(대동맥잘룩)이나 내림대동맥의 첫 번째 부분에 붙어 있다. 아래쪽 끝에서는 왼쪽 허파동맥의 꼭대기에 붙는다.
동맥관인대는 왼쪽 미주신경의 가지인 왼쪽 되돌이후두신경과 가까이 위치한다. 왼쪽 되돌이후두신경은 미주신경으로부터 갈라져 나온 후 동맥관인대 뒤쪽에서 대동맥활을 감고 돌고, 그 뒤에는 후두를 향해 위쪽으로 올라간다.

## 기능
성인에서 동맥관인대는 어떠한 실질적인 기능을 하지는 않는다. 동맥관인대는 본래 태아 시기에 혈액을 허파동맥에서 대동맥으로 운반하는 일시적인 우회로인 동맥관이 퇴행하고 남은 구조물이다. 동맥관으로 인해 자궁 내에 있을 때 활동하지 않는 허파를 통해 순환하는 혈액의 양은 크게 줄어든다. 출생 이후 3주 정도가 되면 동맥관이 동맥관인대가 되고, 산소가 부족한 혈액은 더 효율적으로 산소를 얻을 수 있도록 허파를 거쳐 순환하게 된다.

## 임상적 중요성
외상을 입었을 때 동맥관인대가 더 위험한 상황을 일으키기도 한다. 동맥관인대는 갑작스러운 움직임이 있을 때 대동맥을 제자리에 고정하는데, 이로 인해 외상성 대동맥 파열이 발생할 수 있다. 이런 파열은 매우 드물다.
만일 동맥관이 출생 이후 닫히지 않는다면 동맥관 개존증이 발생할 수 있다. 동맥관 개존증은 상당히 흔한 출생 시의 기형이다. 환자는 수술로 치료할 수 있는데 이때는 동맥관인대가 남지 않게 된다.